# الرباط (منصور)

تعديل مصدري - تعديل

الرباط محلة تابعة لقرية السراح، التابعة لعزلة بني منصور بمديرية بعدان إحدى مديريات محافظة إب في الجمهورية اليمنية، بلغ تعداد سكانها 256 حسب تعداد اليمن لعام 2004.